# WEBrick
WEBrick — библиотека, написанная на языке программирования Ruby и предоставляющая набор базовых HTTP-сервисов. WEBrick была написана Takahashi Masayoshi в соавторстве с Gotou Yuuzou, а также при участии других разработчиков со всего мира, в соответствии с моделью открытого программного обеспечения. Библиотека также содержит код для создания базовых сервисов, работающих и по другим протоколам, нежели по HTTP.
Библиотека используется программным каркасом Ruby on Rails для тестирования приложений в процессе их разработки. Несмотря на свою популярность, WEBrick заслуживает критики за полное отсутствие документации внутри своего кода.